# Повторные выборы губернатора Приморского края (декабрь 2018)
Повторные выборы губернатора Приморского края  состоялись 16 декабря 2018 года.
Победителем на этих выборах был признан Олег Кожемяко. Однако наблюдатели раскритиковали эти выборы за недопуск фаворита предыдущих выборови отсутствие возможности независимого наблюдения. Кроме того, эти выборы стали первыми в истории России, на которых были замечены массовые фальсификации протоколов с участков, оснащенных системой автоматического подсчёта голосов. Фальсификации были выявлены независимыми методами, которые показывали на одни и те же участки. Аномалии были выявлены и на других участках. В результате чего, по оценке специалистов по электоральной статистике, Олег Кожемяко не набрал 50 %, которые нужны для победы в первом туре. Избирательная комиссия не признала факты нарушения, которые могли бы повлиять на результаты выборов. Эти выборы явились результатом отмены выборов в сентябре. То, что не было проведено расследование фактов, приведших к отмене выборов в сентябре, назывались причиной фальсификации и повторных выборов.

## Предшествующие события
20 сентября 2018 года Избирательная комиссия Приморского края по рекомендации Центральной избирательной комиссии России отменила результаты прошедших в два тура сентябрьских выборов губернатора (Андрей Тарасенко, «Единая Россия» — 49,55 %; Андрей Ищенко, КПРФ — 48,06 %), объяснив её имевшими место «существенными нарушениями». Незадолго до этого ЦИК обязала Приморье провести повторные выборы до 16 декабря. 16 октября на внеочередном заседании приморские депутаты назначили дату повторного голосования на 16 декабря 2018 года.

## Ключевые даты
- 16 октября 2018 года депутаты заксобрания Приморского края назначили выборы на 16 декабря 2018 года[1].
  - в тот же день избирательная комиссия опубликовала расчёт числа подписей, необходимых для регистрации кандидата
- с 26 октября по 18 ноября (до 18:00) — период выдвижения кандидатов
  - агитационный период начинается со дня выдвижения кандидата и прекращается за одни сутки до дня голосования
- период сбора подписей муниципальных депутатов для регистрации кандидата начинается со дня выдвижения кандидата (после представления в избирательную комиссию заявления кандидата о согласии баллотироваться)
- период сбора подписей избирателей в поддержку выдвижения кандидата начинается со дня оплаты изготовления подписных листов и не позднее 18 ноября  (до 18:00)
- с 11 октября по 18 ноября (до 18:00) — представление документов для регистрации кандидатов; к заявлениям должны прилагаться листы с подписями муниципальных депутатов и список трёх кандидатов на должность члена Совета Федерации
  - решение Избирательной комиссии о регистрации кандидата — в течение 10 дней со дня подачи документов в избирком
- с 26 ноября по 15 декабря — период агитации в СМИ
- 15 декабря — «день тишины»
- 16 декабря — день голосования

## Выдвижение и регистрация кандидатов
Количество подписей избирателей (в абсолютном выражении), которое кандидаты, выдвинутые в порядке самовыдвижения, должны были представить в свою поддержку для прохождения регистрации, было определено решением избиркома Приморского края от 17 октября 2018 года.

### Муниципальный фильтр
Количество подписей муниципальных депутатов (в абсолютном выражении), необходимое для поддержки выдвижения кандидата на должность губернатора Приморского края, было определено и доведено до участников избирательного процесса решением избиркома Приморского края от 17 октября 2018 года.

## Кандидаты
| Кандидат            | Должность (на момент выдвижения) | Субъект выдвижения                                                  | Статус                                                         | Дата регистрации | Кандидаты в Совет Федерации                   |
| ------------------- | --- | ------------------------------------------------------------------- | -------------------------------------------------------------- | ---------------- | --------------------------------------------- |
| Андрей Андрейченко  | депутат Государственной думы | ЛДПР                                                                | зарегистрирован                                                | 22 ноября        |                                               |
| Виктор Васильев     | преподаватель Дальневосточного межрегионального учебного центра Федеральной службы исполнения наказаний                                                                        | самовыдвижение                                                      | отказано в регистрации                                         | —                |                                               |
| Вячеслав Гнездилов  | старший медицинский представитель ООО «НоваМедика» | самовыдвижение                                                      | снял свою кандидатуру с выборов                                | —                |                                               |
| Андрей Ищенко       | генеральный директор ООО Строительная компания «Аврора-строй», депутат Законодательного собрания Приморского края на непостоянной основе                                       | самовыдвижение                                                      | отказано в регистрации                                         | —                |                                               |
| Александр Коваленко | индивидуальный предприниматель, депутат Думы Михайловского муниципального района Приморского края на непостоянной основе                                                       | самовыдвижение                                                      | отказано в регистрации                                         | —                |                                               |
| Олег Кожемяко       | временно исполняющий обязанности губернатора Приморского края | самовыдвижение                                                      | зарегистрирован                                                | 20 ноября        | Светлана Горячева, Юлия Толмачёва, Иван Штыль |
| Светлана Корнилова  | временно неработающая | самовыдвижение                                                      |                                                                | —                |                                               |
| Сергей Лобунец      | домохозяин | самовыдвижение                                                      |                                                                | —                |                                               |
| Александр Мамошин   | генеральный директор ООО «АстраКомфорт» | самовыдвижение                                                      |                                                                | —                |                                               |
| Максим Марченко     | пенсионер | Демократическая партия России                                       |                                                                | —                |                                               |
| Олег Митволь        | председатель президиума Межрегионального общественного движения «В защиту конституционного права граждан на благоприятную окружающую среду «Зеленая альтернатива»              | Российская экологическая партия «Зелёные»                           | отказано в регистрации                                         | —                |                                               |
| Павел Михальченков  | руководитель Центрального исполнительного комитета политической партии «Против всех»                                                                                           | самовыдвижение                                                      | отказано в регистрации                                         | —                |                                               |
| Станислав Полищук   | председатель политической партии «Партия социальных реформ — Прибыль от природных ресурсов — Народу»                                                                           | «Партия социальных реформ — Прибыль от природных ресурсов — Народу» |                                                                | —                |                                               |
| Игорь Поляков       | адвокат | «Союз горожан»                                                      |                                                                | —                |                                               |
| Жанна Семукова      | пенсионер | самовыдвижение                                                      |                                                                | —                |                                               |
| Виктор Старицин     | генеральный директор ООО «Издательская компания «Конкурент» | Коммунистическая партия социальной справедливости                   | отказано в регистрации                                         | —                |                                               |
| Игорь Степаненко    | пенсионер | «Патриоты России»                                                   | был зарегистрирован 10 декабря снял свою кандидатуру с выборов | 19 ноября        |                                               |
| Максим Сурайкин     | председатель Центрального комитета политической партии Коммунистическая партия Коммунисты России, депутат Законодательного Собрания Ульяновской области на непостоянной основе | Коммунистическая партия Коммунисты России                           |                                                                | —                |                                               |
| Алексей Тимченко    | исполнительный директор ООО «Тим-Групп Трейдинг» | «Партия Роста»                                                      | зарегистрирован                                                | 22 ноября        |                                               |
| Анна Устинова       | председатель президиума Московского регионального отделения Первой общественной организации «Межрегиональная независимая антикоррупционная организация»                        | самовыдвижение                                                      |                                                                | —                |                                               |
| Роза Чемерис        | коммерческий директор ЗАО «Курортстройсервис», депутат Думы города Владивостока на непостоянной основе                                                                         | Народная партия «За женщин России»                                  | зарегистрирована                                               | 18 ноября        |                                               |
| Александр Щербаков  | генеральный директор ООО «Золотая Долина», депутат Законодательного собрания Приморского края на непостоянной основе                                                           | самовыдвижение                                                      |                                                                | —                |                                               |

### Олег Кожемяко
26 сентября 2018 года Президент России Владимир Путин освободил Олега Кожемяко от обязанностей Губернатора Сахалинской области и назначил его временно исполняющим обязанности Губернатора Приморского края вместо занимающего этот пост Андрея Тарасенко, подавшего заявление об отставке.
28 сентября Олег Кожемяко сообщил, что примет участие в предстоящих выборах главы региона как самовыдвиженец. Специально для обеспечения его участия в выборах в качестве самовыдвиженца, 27 сентября Избирком края внёс в Законодательное собрание региона проект законодательного акта, разрешающего самовыдвиженцам принимать участие в губернаторских выборах, что ранее было разрешено только представителям политических партий.

### Андрей Ищенко
Коммунист Андрей Ищенко, который лидировал во втором туре выборов в сентябре, заявил о намерении участвовать в выборах, несмотря на то, что председатель ЦИК РФ не рекомендовала ему участвовать. Он заявил, что ему предлагали в Москве отказаться от выборов в обмен на должность сенатора в Совете Федерации и контракты для его строительной компании, однако он отказался. 
Кроме того, Ищенко заявил, что на местных депутатов давят, призывая не ставить за него подписи, чтобы не дать ему пройти муниципальный фильтр. Это было подтвержденно информационным агентством РБК.
На 27 октября была запланирована партийная конференция коммунистов, которая должна была выдвинуть Ищенко в кандидаты. Однако она не состоялась, так как собственник помещения, где должна была состояться конференция, («Почта России») отказал в предоставлении площадки без объяснения причины, хотя деньги за аренду помещения были уже уплачены. Перенести конференцию в другое место было невозможно, так как по закону о месте мероприятия нужно известить крайизбирком минимум за два дня.
3 ноября Компартия заявила, что не будет выдвигать своего кандидата, ведь её человек «фактически победил» в предыдущем туре, официальные результаты которого «сфальсифицированы» в пользу «Единой России», а также из-за проблем с прохождением муниципального фильтра.
7 ноября новостное агентство ТАСС сообщило, что Ищенко подал документы в избирком самостоятельно. Ему предстояло собрать около 7 тыс. подписей в свою поддержку от жителей и 140 подписей от муниципальных депутатов. 18 ноября он заявил, что собрал необходимое число подписей и подал документы в избирком. Однако 20 ноября избирком забраковал 13 подписей муниципальных депутатов, в результате чего Ищенко не прошёл муниципальный фильтр. 24 ноября Ищенко было отказано в регистрации в качестве кандидата.

## Социология
| Дата               | Источник                                                             | Ищенко | Кожемяко | Сигал | Толмачёва | Андрейченко | Козицкий | Митволь | Испорчу бюллетень | Не пойду на выборы | Затрудняюсь ответить |
| ------------------ | -------------------------------------------------------------------- | ------ | -------- | ----- | --------- | ----------- | -------- | ------- | ----------------- | ------------------ | -------------------- |
|                    |                                                                      |        |          |       |           |             |          |         |                   |                    |                      |
| 18-20 октября 2018 | ЦИПКР Архивная копия от 30 октября 2019 на Wayback Machine           | 30%    | 22%      | 10%   | 6%        | 5%          | 3%       | 1%      | 1%                | 3%                 | 13%                  |
| 18-20 октября 2018 | ЦИПКР (прогноз) Архивная копия от 30 октября 2019 на Wayback Machine | 41%    | 30%      | 12%   | 6%        | 5%          | 5%       | 0,5%    | 0,3%              | —                  | —                    |

## Результаты
| Место                       | Место                       | Кандидат                    | Партия                      | Голосов   | %       |
| --------------------------- | --------------------------- | --------------------------- | --------------------------- | --------- | ------- |
|                             | 1.                          | Олег Кожемяко               | Самовыдвижение              | 420 730   | 61,88 % |
|                             | 2.                          | Андрей Андрейченко          | ЛДПР                        | 171 061   | 25,16 % |
|                             | 3.                          | Алексей Тимченко            | Партия Роста                | 35 126    | 5,17 %  |
|                             | 4.                          | Роза Чемерис                | За женщин России            | 25 854    | 3,80 %  |
| Действительных бюллетеней   | Действительных бюллетеней   | Действительных бюллетеней   | Действительных бюллетеней   | 652 771   | 96,01 % |
| Недействительных бюллетеней | Недействительных бюллетеней | Недействительных бюллетеней | Недействительных бюллетеней | 27 095    | 3,99 %  |
| Всего                       | Всего                       | Всего                       | Всего                       | 679 866   | 100 %   |
|                             |                             |                             |                             |           |         |
| Явка                        | Явка                        | Явка                        | Явка                        | 680 098   | 46,35 % |
| Общее число избирателей     | Общее число избирателей     | Общее число избирателей     | Общее число избирателей     | 1 467 211 |         |

## Критика

### Недопуск Ищенко
Тот факт, что Ищенко, фактический победитель выборов в сентябре, не смог зарегистрироваться в качестве кандидата, рядом наблюдателей считается нарушением избирательного права, так как, согласно решению Конституционного суда, муниципальный фильтр допустим лишь как способ недопуска к выборам лиц, не пользующихся поддержкой избирателей. В данном случае Ищенко доказал, что он пользуется поддержкой избирателей, так набрал на выборах в сентябре, согласно официальным данным, 48 %, а согласно оценкам наблюдателей, он в реальности набрал больше 50 %.

### Недостаточное число независимых наблюдателей
В связи с тем, что кандидат от КПРФ не был допущен к выборам, Избирательная комиссия Приморского края отказалась включать в составы участковых избирательных комиссий представителей КПРФ, ссылаясь на то, что участковые избирательные комиссии не являются постоянно действующими комиссиями, поэтому на них не распространяется норма закона о праве парламентской партии назначать в любой момент членов избирательных комиссий с правом совещательного голоса.
Однако, по мнению движения «Голос», это утверждение является произвольным толкованием закона, никем не подтверждённым. На сентябрьских выборах в Приморском крае комиссии не возражали против права парламентских партий посылать своих представителей в участковые комиссии, а на выборах в прошлом месяце в Хакасии республиканская избирательная комиссия рассылала в участковые комиссии письмо с прямо противоположной трактовкой закона, разрешая партии «Единая Россия» назначать своих представителей.
Наблюдатели же Общественной палаты Приморского края критиковалась за то, что они во время сентябрьских выборов проигнорировали явные нарушения, который потом привели к отмене выборов. Также их обвиняли в том, что они не следили за процедурой выборов во время голосования и даже иногда не оставались на подсчёт голосов.
Независимые наблюдательные объединения пытались договориться с кандидатами, чтобы отправить своих добровольцев наблюдать за выборами, однако кандидаты не ответили на это предложение. Так, например, организации, созданной активистами Приморья, «Право на выборы» было отказано в регистрации наблюдателей.
Только после открытого письма движения «Голос» к кандидатам и обращения к председателю ЦИК с просьбой оказать содействие наблюдению, штаб Олега Кожемяко согласился предоставить 20 направлений для членов избирательных комиссий с правом совещательного голоса представителям движения «Голос». Однако два направления были впоследствии отозваны.
Член ЦИК Евгений Шевченко заявил, что штаб Кожемяко был готов предоставить неограниченное число направлений представителям объединения «Голос».
Однако «Голос» это заявление опровергает. По его словам, «Голос» не смог получить необходимое количество направлений, чтобы обеспечить покрытие значительного числа избирательных участков.

### Фальсификация протоколов КОИБ-2010 во Владивостоке
Одна из особенностей этих выборов состояла в том, что на них получила большую огласку массовая фальсификация протоколов на участках, оснащенных комплексами обработки избирательных бюллетеней (КОИБ), которые сканируют бюллетени, автоматически подсчитывают результаты, составляют протокол и отправляют его на принтер. Несмотря на то, что на фальсификацию протоколов КОИБ обращали внимание и раньше (например, на сентябрьских выборах, член избирательной комиссии Приморского края Сергей Дикусар отметил в особом мнении признаки подделки протоколов КОИБ-2010 на участках 802 и 804 Советской ТИК города Владивосток), эти случаи раньше не привлекали широко внимания общественности.
145 из 1569 участков на этих выборах были оснащены КОИБами. Все участки с КОИБами находятся в Владивостоке, который был поделен между пятью территориальными избирательными комиссиями (ТИК): Ленинской, Первомайской, Первореченской, Советской и Фрунзенской.
Всего участки с КОИБами охватывают 284 тысячи зарегистрированных избирателей, что составляет чуть меньше 20 % от общего количества зарегистрированных избирателей, или 63 % от зарегистрированных избирателей во Владивостоке. 80 из этих участков были оборудованы комплексами обработки избирательных бюллетеней образца 2010 года (КОИБ-2010). А остальные были оборудованы более современными системами КОИБ-2017, которые печатают протоколы с QR-кодом. На участках с КОИБ-2017 признаков фальсификации не обнаружено. Однако на 47 из 80 участков, оборудованных КОИБ-2010, наблюдатели считают, что результаты были сфальсифицированы. Разные эксперты по выборам пришли к этому выводу, используя независимые методы, но их результаты идеально соответствуют друг другу.

#### Признаки подделки протоколов
Движение «Голос» смогло получить копии протоколов со многих участков (в частности практически со всех участков Ленинского района Владивостока).
Эксперты обратили внимание на то, что протоколы с некоторых участков, оснащенных КОИБ-2010, имеют ряд малозаметных отличий от стандартных протоколов, которые печатаются КОИБ-2010: используется другой шрифт, отличается пунктуация, иногда на месте прописных букв стоят заглавные, названия строк в некоторых случаях не соответствуют избирательному кодексу и тому подобное. По словам одного из разработчиков КОИБ, все эти изменения свидетельствуют о том, что эти протоколы не были напечатаны системой КОИБ, а были подложны.

#### Участки с вычисленными результатами
| ТИК            | Участки                                                         | Кожемяко | Тимченко | Чемерис |
| -------------- | --------------------------------------------------------------- | -------- | -------- | ------- |
| Ленинская      | 507, 508, 519, 526, 528, 530, 531, 532, 546, 548, 549, 552, 554 | 72,00 %  | 2,00 %   | 1,00 %  |
| Фрунзенская    | 912                                                             | 72,00 %  | 2,00 %   | 1,00 %  |
| Первореченская | 701, 710, 713, 721, 725, 729, 739, 741, 742                     | 76,00 %  | 6,00 %   | 4,00 %  |
| Первомайская   | 607, 610, 611, 639, 641, 644, 649                               | 76,00 %  | 2,00 %   | 1,00 %  |
| Первомайская   | 622, 629                                                        | 75,00 %  | 2,00 %   | 1,00 %  |
| Первомайская   | 613, 621, 623, 634, 635, 638                                    | 75,00 %  | 4,00 %   | 2,00 %  |
| Первомайская   | 603                                                             | 85,00 %  | 2,00 %   | 1,00 %  |

На многих участках, оборудованных КОИБ-2010, результаты оказались вычислены по простой формуле. Так, например, на 13 участках в Ленинском ТИК количество голосов за Кожемяко в протоколе в точности равнялось 72 % от количества действительных бюллетеней, округлённого вниз до целого числа. На этих участках число голосов за Тимченко равняется в точности 2 %, за Чемерис в точности 1 % от числа действительных бюллетеней, округлённого вниз.
Такое могло произойти, если числа голосов за кандидатов считались по заданным процентам, а не наоборот.
По оценке электорального эксперта Сергея Шпилькина, вероятность, что такое произошло в результате естественного подсчёта голосов, сильно меньше одной миллионной.
В точности по такой же формуле вычисляются результаты на одном участке во Фрунзенском районе. По аналогичной формуле могут быть вычислены результаты в Первореченском районе, только с другими коэффициентами: 76 % за Кожемяко, 6 % за Тимченко и 4 % за Чемерис. Аналогично могут быть вычислены результаты на 16 участках в Первомайском районе, однако на разных участках нужно использовать разные коэффициенты: 75 %, 76 % или 85 % за Кожемяко, 2 % или 4 % за Тимченко, и всегда ровно в два раза меньше (1 % или 2 %) за Чемерис.
В Советском ТИК подобная формула не обнаружена. Однако во всех ТИК, кроме Советской, результаты на всех участках, где обнаружены признаки подделки протоколов, могут быть вычислены по вышеприведённым формулам, и ни один участок с протоколом без признаков фальсификации такой закономерности не содержит.

#### Отсутствие участков с промежуточными результатами Кожемяко
Эксперты по выборной статистике обратили внимание на то, что Кожемяко на части участков набрал больше 70 %, а на большинстве других участков — 40—50 %, диапазон 50—70 % оказался практически пуст. При этом все участки, где обнаружены признаки подделки протоколов, попадают в группу участков, где Кожемяко набрал больше 70 %, и ни один участок с КОИБ, который не содержит признаков подделки протоколов, не попадает в эту группу.
Например, в Ленинской ТИК Владивостока нет ни одного участка с результатом между 54 % и 70 %. При этом на подавляющем большинстве участков (на 39 из 59) Кожемяко получил от 30 до 50 %, лишь на 5 участках от 50 % до 54 %. Больше 70 % у Кожемяко лишь на 2 спецучастках (№ 5401 и № 5402) и на 13 участках, указанных выше, где результат Кожемяко получается по простой формуле, указанной выше.
Это не может быть объяснено разницей между неравномерностью предпочтений избирателей в разных районах, так как на сентябрьских выборах такого разброса не было. Иногда разные результаты были на участках, расположенных по одному адресу.
Например, во владивостокской школе № 57 (улица Адмирала Юмашева, дом 12г) в школьном коридоре были расположены помещения для голосования двух участков — УИК № 529, оборудованный КОИБ-2017, и УИК № 528 с КОИБ-2010. На первом Олег Кожемяко получил 41,1 % голосов, на втором — 70,4 %.

#### Хронология
У экспертов также возникло подозрение, что результаты участков с нестандартными протоколами опубликованы на сайте избиркома позже основной массы протоколов. Это особенно странно, так как подсчёт голосов на участках с КОИБами осуществляется автоматически и обычно они вводятся в систему раньше.

#### Отключение звука
На некоторых КОИБ-2010 был отключен звук, когда КОИБ зачитывал результаты голосования. «Голос» требует выяснить, по какой причине это произошло.

### Аномалии на других участках
Кроме участков с КОИБами в Владивостоке, аномалии были выявлены и на других участках. Так, например, Азат Габдульвалеев из «Ассоциации наблюдателей Татарстана» заметил, что в Уссурийске, как и во Владивостоке, практически не было участков, на которых результат Кожемяко лежал бы в промежутке между 60 % и 70 %, хотя есть большая группа участков с результатом в пределах (30—60 %) и большая группа участков с результатом больше 70 %. При этом на этих участках замечается аномально высокая явка, более того, итоговая явка значительно отличается от явки на 18:00, то есть за два часа до закрытия участков (на некоторых участках в два раза). На участках с низкой или средней явкой результаты Кожемяко составляют 27—48 % и несильно отличаются от результатов Андрейченко, а иногда Андрейченко даже опережает Кожемяко.
Исследователь электоральной статистики Сергей Шпилькин выявил статистические аномалии, которые свидетельствуют о массовых вбросах или приписках.
Кроме того, приписки обнаруживаются при сличении протоколов, выданных на участках, с данными, введёнными в систему ГАС «Выборы».
Например, в копии итогового протокола участка № 1934 (в городе Находка), отправленной членом комиссии в систему «Право на выборы», за Кожемяко проголосовало 237 избирателей (42,9 %), а за Андрейченко — 209 (37,9 %). Однако в систему ГАС «Выборы» были введены другие данные: за Кожемяко 537 голосов (71,4 %), за Андрейченко — 109 (14,5 %).

### Отсутствие расследование нарушений, приведших к отмене сентябрских выборов
Несмотря на то, что сентябрьские выборы были отменены в связи с нарушениями, и фальсификация была признана председателем ЦИК, расследования фактов фальсификации проведены не были. Члены избирательных комиссий, которых подозревали в фальсификации выборов в сентябре, были ответственны за проведение повторных выборов в декабре.
По словам главы Центризбиркома Эллы Памфиловой расследование «замяли». Она считает, что расследование нужно было завершить до повторных выборов.

### Реакция на критику
Жалобы в крайизбирком и ЦИК подали движение «Голос» и член краевой комиссии Александр Самсонов
Центризбирком не признал нарушений на этих выборах.
Евгений Шевченко, член ЦИК, заявил, что «лица, которые не заинтересованы в проведении легитимных выборов», распространяли ложную информацию о «якобы имевших место нарушениях», и сообщил, что избирком обратился в правоохранительные органы по поводу «наиболее грубых фейков». Шевченко прокомментировал тот факт, что результаты сильно отличаются на разных участках, следующим образом: «Во Владивостоке все районы настолько разные, что я не удивлен». Он также исключил возможность подделки протоколов КОИБов, по его словам, на выборах было огромное количество наблюдателей и представителей прессы. Тем не менее, он сообщил, что краевой избирком был вынужден в ряде случаев обратиться в правоохранительные органы, в частности, заявил: «Нас возмущает, что в социальных сетях тиражируются испорченные бюллетени, где в квадратиках стоит фашистская свастика. Это возмутительно. И сегодня было предложено обратиться в правоохранительные органы, чтобы расследовать, кто посмел такую мерзость распространять в социальных сетях».
Элла Памфилова заявила, что нарушения, если они и были, не изменили бы итоги выборов. Поэтому она считает, что «говорить о прошедших выборах смысла нет», но пообещала посмотреть, что произошло, чтобы такая ситуация не повторялась.
Олег Кожемяко отказался комментировать сообщения о нарушениях на выборах.

## Оценка реального итога голосования
По оценке Сергея Шпилькина явка составила примерно 37 %, а Олег Кожемяко набрал около 46 %.
Этот результат Кожемяко приблизительно соответствует результату Андрея Тарасенко в первом туре сентябрьских выборов (46.56 %) и реальному результату во втором туре.
Всего количество аномальных голосов составило около 170 тысяч.

## Комментарии
1. ↑  Кандидат в губернаторы обязан представить три кандидатуры, одна из которых в случае избрания представившего её кандидата будет наделена полномочиями члена Совета Федерации[7].
2. ↑  Две подписи были забракованы, потому что на момент проставления два лица не являлись депутатами, а 11 были забракованы, потому что депутаты уже проставили свои подписи за кого-то ещё.
3. ↑  Потом Кожемяко выдал 23 направления, однако часть из них оказались по техническим причинам двойными, в результате от движения голос было введено 19 членов комиссий с правом совещательного голоса
4. ↑  Одного из наблюдателей удалили, потому что он пытался пресечь нарушение на соседнем участке, "не имея на это полномочий". Второй человек был отозван перед началом подсчёта голосов без объяснения причины; впоследствии выяснилось, что это один из участков (УИК №508 Ленинского района Владивостока), на котором были обнаружены признаки фальсификации➤[29].